# Mesianó (ort i Grekland, Nomós Péllis)
Mesianó är en ort i Grekland.   Den ligger i prefekturen Nomós Péllis och regionen Mellersta Makedonien, i den norra delen av landet, 300 km norr om huvudstaden Aten. Mesianó ligger 54 meter över havet och antalet invånare är 301.
Terrängen runt Mesianó är lite kuperad, och sluttar söderut. Runt Mesianó är det ganska tätbefolkat, med 70 invånare per kvadratkilometer. Närmaste större samhälle är Giannitsá, 6,1 km väster om Mesianó. Trakten runt Mesianó består till största delen av jordbruksmark.